# Maasduinen
Maasduinen este o arie protejată (arie de protecție specială avifaunistică — SPA) din Țările de Jos întinsă pe o suprafață de 4.289 ha, integral pe uscat.

## Localizare
Centrul sitului Maasduinen este situat la coordonatele 51°35′01″N 6°05′55″E / 51.5835°N 6.0985°E.

## Înființare
Situl Maasduinen a fost declarat arie de protecție specială avifaunistică în mai 1994 pentru a proteja 8 specii de animale.

## Biodiversitate
Situată în ecoregiunea atlantică, aria protejată nu include niciun habitat protejat.
La baza desemnării sitului se află mai multe specii protejate de  păsări (8): caprimulg (Caprimulgus europaeus), ciocănitoare neagră (Dryocopus martius), sfrâncioc roșiatic (Lanius collurio), ciocârlie de pădure (Lullula arborea), corcodel-cu-gât-negru (Podiceps nigricollis), lăstun de mal (Riparia riparia), mărăcinar negru (Saxicola torquatus), corcodel mic (Tachybaptus ruficollis).